# Митрионе, Дэн
Дэн Митрионе (англ. Dan Mitrione, 4 августа 1920 — 10 августа 1970) — американский полицейский, агент ФБР, сотрудник ЦРУ в Латинской Америке. Критики обвиняли его во внедрении широкого применения пыток в полиции Уругвая для подавления оппозиции. Был похищен и убит уругвайскими повстанцами Тупамарос.

## Биография
С 1959 года служил в ФБР. В 1960 году Государственный департамент направил Митрионе работать в Южную Америку. Митрионе работал в Службе общественной безопасности — подразделении Агентства США по международному развитию (USAID). Служба официально занималась подготовкой полицейских сил американских союзников.
В 1960—1967 годах работал с полицией Бразилии. С 1969 года — в Уругвае. Шеф бюро New York Times Артур Лангут писал, что Митрионе обучал бразильскую полицию применению пыток электричеством, а после назначения Митрионе руководителем программы общественной безопасности в Уругвае — пытки стали обычным делом в полиции Монтевидео.
31 июля 1970 года повстанцы из движения Тупамарос похитили Митрионе, они потребовали освободить 150 политических заключённых. Правительство отказалось выполнить требования, и вскоре Митрионе был найден застреленным.

## Экранизация
В 1972 году в прокат вышел художественный фильм «Осадное положение» (фр. État de siège) режиссёра Коста-Гавраса, где Дэн Митрионе представлен в образе Филипа Майкла Санторе (роль сыграл Ив Монтан). В основу фильма положено досье сотрудника уругвайских спецслужб и сведения из прессы о похищении и убийстве в 1970 году агента американских спецслужб Дэна Митрионе.

## Факты
- Дэн Митрионе был похоронен с большими почестями. На похоронах присутствовали высокопоставленные чиновники, военные и сотрудники спецслужб США и других стран. Благотворительный концерт в пользу семьи Митрионе дал Фрэнк Синатра.
- USAID продолжает деятельность по всему миру, поддерживая лояльные к США правительства и политические силы.
- Ряд громких провалов, как в уругвайской истории с убийством бойцами Тупамарос агента Митрионе, не поставили крест на работе спецслужб США по обучению зарубежных коллег борьбе с экстремизмом, терроризмом, массовыми антиправительственными выступлениями, а также методам партизанской борьбы.[5][6]